# 858 El Djezaïr
858 El Djezaïr
858 El Djezaïr là một tiểu hành tinh ở vành đai chính. Nó được xếp loại tiểu hành tinh kiểu S, có bề mặt sáng, và là một trong 3 tiểu hành tinh lớn nhất của nhóm tiểu hành tinh Leto (cùng với 68 Leto và 236 Honoria). Nó được F. Sy phát hiện ngày 26.5.1916 ở Algiers và được đặt theo tên El Djezaïr, tiếng Ả Rập của Algérie (và Algiers).